# 1930
El 1930 (MCMXXX) va ser un any comú començat en dimecres.

## Esdeveniments
Països Catalans
- 16 de gener, Barcelona: S'hi inaugura el conjunt d'edificis modernistes de l'Hospital de la Santa Creu i de Sant Pau, dissenyat per Lluís Domènech i Montaner.
- 29 de març, Alcoi: Consuelo Colomer Francés, pianista i compositora valenciana (m. 2016).[1]
- 30 de març, Badalona, Barcelonès: S'hi funda el Penya Spirit of Badalona, germen de l'actual Club Joventut de Badalona.
- 3 de maig, Barcelona: Fundació de la Federació Catalana de Patinatge.
- 23 de juliol, Gironaː Es funda el Girona Futbol Club.[2]
- 17 d'agost, Sant Sebastià: Els representants republicans de tot l'estat espanyol, acorden al Pacte de Sant Sebastià la instauració de la Segona República Espanyola i liquidar la monarquia borbònica.
- 8 de setembre, Andorra la Vella, Andorra: en unes dependències de la Casa de la Vall s'hi inaugura una biblioteca que serà el precedent de la Biblioteca Nacional d'Andorra (inaugurada el 20 de desembre de 1974).
- Novembre: Fundació del Bloc Obrer i Camperol (BOC).
- Barcelona: origen de l'Esbart Maragall, a partir de l'escola de danses tradicionals del Casal Catòlic de Sant Andreu del Palomar.[3]

Resta del món

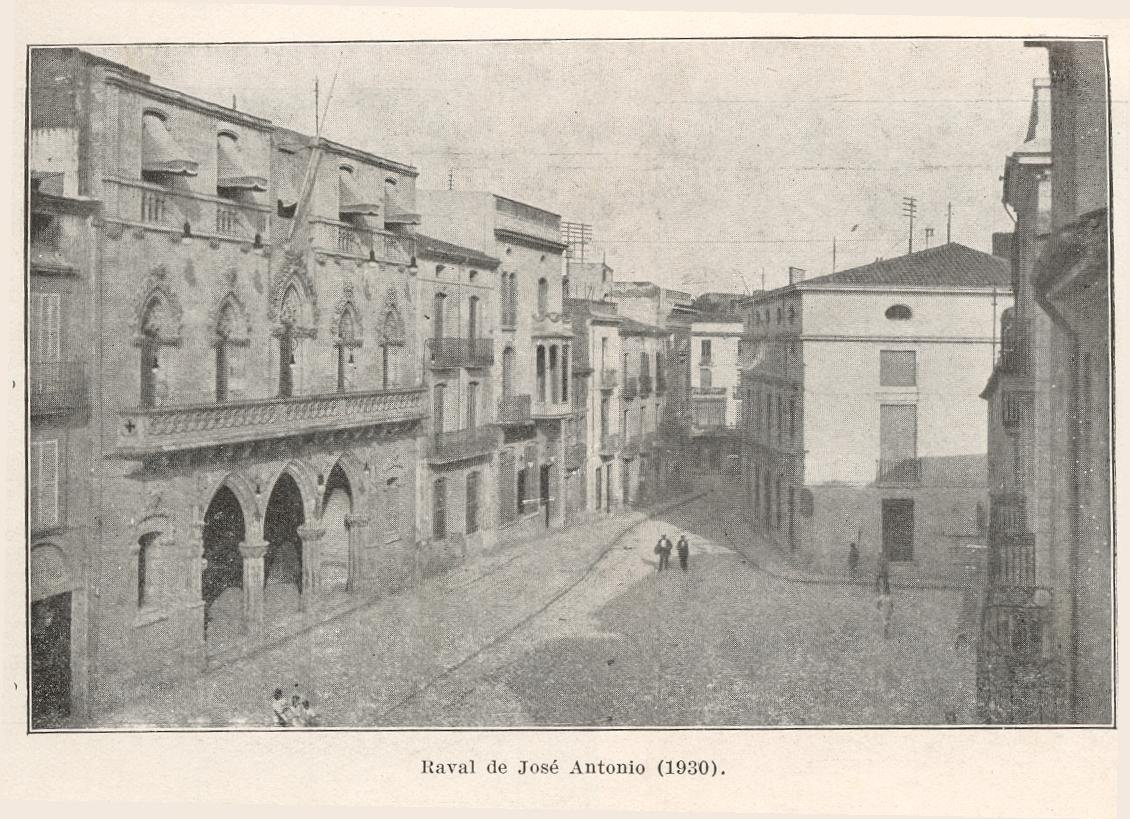
Terrassa, el raval de Montserrat, el 1930

- 10 de febrer, Espanya: El general i expresident del govern, Miguel Primo de Rivera abandona el país.
- 18 de febrer, Observatori Lowell, Flagstaff, Arizona, EUA: L'astrònom estatunidenc Clyde Tombaugh descobreix el planeta Plutó.
- 13 de març: Es funda la Mútua Madrileña
- 28 de març: Constantinoble i Angora canvien el seu nom oficial per Istanbul i Ankara, respectivament.
- 6 d'abril:
  - Unió Soviètica: Es crea l'Orde de Lenin, segona condecoració nacional en ordre d'importància de la Unió Soviètica. També el mateix dia va ser creada l'Orde de l'Estrella Roja.[4]
  - Marxa de la sal, la manifestació empresa per Mohandas Gandhi el 12 de març de 1930 amb l'objectiu d'aconseguir la independència de l'Índia respecte a l'Imperi Britànic. Després d'un recorregut a peu de 300 quilòmetres va arribar a la costa de l'Oceà Ìndic.[5]
- 9 d'agost, Estats Units es produeix la primera aparició de Betty Boop, en el curt titulat Dizzy Dishes.
- 11 de setembre, Stromboli, illes Eòlies, Regne d'Itàlia: Entra en erupció el volcà de l'illa, conegut com «el far de la Mediterrània».

### Premis Nobel
| Camp                  | Guardonats             |
| --------------------- | ---------------------- |
| Física                | - Chandrasekhara Raman |
| Química               | - Hans Fischer         |
| Medicina o Fisiologia | - Karl Landsteiner     |
| Literatura            | - Sinclair Lewis       |
| Pau                   | - Nathan Söderblom     |

## Naixements
Països Catalans
- 12 de febrer - Barcelona: Mercè Torrents i Turmo, pianista i compositora catalana (m. 2018).
- 9 de març - Vic, Osona: Maria Àngels Anglada i d'Abadal, poetessa i novel·lista.[6]
- 21 de març - Barcelona: Roser Oller i Montia, educadora musical i política catalana.[7]
- 28 de març - Barcelona: Eduard Castellet i Díaz de Cossío, empresari editor i escriptor català.[8]
- 1 d'abril - Barcelona: Victòria Sau i Sánchez, escriptora, psicòloga i activista política feminista (m. 2013).[9]
- 24 d'abril - Barcelona: Enric Badia Romero, dibuixant de còmic català (m. 2024).[10]
- 29 d'abril - Manacor: Miquel Àngel Riera Nadal, escriptor mallorquí (m. 1996)[11]
- 12 de maig - Cornellà de Llobregat, Baix Llobregat: Joan Carrera i Planas, clergue catòlic català, bisbe auxiliar de Barcelona (m. 2008).[12]
- 23 de maig - Mollet del Vallès, Vallès Occidental: Jordi Solé i Tura, advocat, polític català (m. 2009).[13]
- 25 de maig - Sabadell: Joaquim Piña i Batllevell, jesuïta català (m. 2013).[14]
- 31 de maig - València: Joan Genovés i Candel, pintor i artista gràfic valencià.(m. 2020).[15]
- 8 de juny - Buenos Aires: Myriam Alió, mezzosoprano i pedagoga catalana (m. 2018).[16]
- 9 de juny - Barcelona: Jordi Pujol i Soley, polític català, president de la Generalitat de Catalunya.[17]
- 2 de juliol - la Garriga: Núria Albó i Corrons, escriptora i política catalana.[18]
- 4 de juliol - Barcelona: Salvador Mel·lo i Nicola, ballarí i coreògraf de dansa catalana (m. 2001).[19]
- 21 de juliol: 
  - Barcelona: Anna Maria Pecanins i Aleix, pintora i galerista d'art mexicana d'origen català (m. 2009).[20]
  - Barcelona: Maria Teresa Pecanins i Aleix, pintora, directora artística i galerista d'art mexicana d'origen català (m. 2009).[20]
- 30 de juliol - Alacant: Enrique Cerdán Tato, periodista, autor i crític de teatre, escriptor i guionista valencià.
- 9 d'agost: 
  - Santa Fe de Segarra: Carme Balcells i Segalà, agent literària catalana (m. 1995).[21]
  - Barcelona: Anna Ricci, mezzosoprano catalana que es dedicà al cant, la recuperació de la lírica antiga i l'ensenyament (m. 2001).[22]
- 13 d'agost: 
  - Barcelona: Albert Jané i Riera, escriptor i lingüista català, exdirector de la revista Cavall Fort.
  - Valènciaː Rosa Gil del Bosque, guitarrista i compositora, primera catedràtica de guitarra del Conservatori de València.
- 14 d'agost - Ciutadella (Menorca): Aina Moll i Marquès, filòloga (m. 2019).[23]
- 24 d'agost - València: Ana Maria Pascual-Leone, farmacèutica valenciana, acadèmica de la Reial Acadèmia de Farmàcia.[24]
- 31 d'agost - La Plata, Buenos Airesː María Esther Biscayart de Tello, integrant de Madres de Plaza de Mayo (m. 2015).[25]
- 5 de setembre - Barcelona: Joaquim Molas i Batllori, escriptor, historiador i professor universitari català.
- 8 de setembre - Barcelonaː Maruja Alfaro i Brenchat, actriu catalana (m. 2024).[26]
- 19 de setembre - Barcelona: Montserrat Carulla i Ventura, actriu catalana.[27]
- 23 de setembre - Premià de Dalt, Maresme: Albert Manent i Segimon, escriptor català.
- 29 de setembre - Olot: Montserrat Tresserras i Dou, nedadora catalana, pionera de les proves de llarga distància (m. 2018).[28]
- 30 d'octubre - Barcelona: Néstor Almendros, fou un director de fotografia, que fou membre de l'ASC. Guanyador d'un Oscar.
- 2 de novembre - Montoliu de Lleida, Segrià: Teresa Aubach i Guiu, historiadora i professora universitària catalana (m. 2002).[29]
- 8 de novembre - Vilanova i la Geltrú: Joaquim Budesca Català, dibuixant i pintor.
- 11 de novembre - Barcelona: Roser Ponsati i Capdevila, mestra, treballadora social i esportista catalana.[30]
- 15 de novembre - Barcelona: Maria Antònia Canals, mestra i matemàtica, cofundadora de l'Associació de Mestres Rosa Sensat.[31]
- 27 de novembre - Barcelona: Antoni Vila i Casas, empresari, divulgador de la indústria farmacèutica i mecenes català (m. 2023).
- 11 de desembre - Barcelona: Joaquim Maluquer i Sostres, sociòleg i ornitòleg català, Creu de Sant Jordi el 1996.
- 25 de desembre - Buenos Aires, Argentina: Dora Santacreu, actriu catalana de teatre; filla d'immigrants catalans.[cal citació]
- 26 de desembre - Lleida: Josep Pernau i Riu, periodista català
- Sant Sadurní d'Anoia - Alt Penedès: Maria Assumpció Raventós i Torras, pintora, gravadora i tapissera catalana.[32]

Resta del món
- 18 de gener, Abrantes: Maria de Lourdes Pintasilgo, enginyera química, primera dona a ser Primera Ministra de Portugal (m. 2004).[33]
- 19 de gener, 
  - Buenos Aires: Marta Alconada, integrant de Mares de Plaza de Mayo.[34]
  - Folgoso do Courel, Galícia: Uxío Novoneyra, poeta i escriptor de contes infantils gallec
- 23 de gener, Castries, Saint Lucia, Imperi Britànic: Derek Walcott, poeta i dramaturg, Premi Nobel de Literatura de l'any 1992.
- 17 de febrer, Londres, Anglaterra: Ruth Rendell, escriptora anglesa
- 21 de febrer, Gijón, Astúries: Arturo Fernández Rodríguez, actor espanyol.[35]
- 27 de febrer, Thomasville, Geòrgia, EEUU: Joanne Woodward, actriu estatunidenca guanyadora d'un Oscar a la millor actriu el 1957.[36]
- 28 de febrer, Nova York, EUA: Leon Cooper, físic nord-americà, Premi Nobel de Física de l'any 1972.
- 2 de març, Leamington Spa, Regne Unit: Pat Arrowsmith, escriptora i activista per la pau (m. 2023).[37]
- 3 de març, Călăraşi, (Romania): Ion Iliescu polític romanès, que va ser onze anys President de Romania des de 1989 fins a 1996 i des de 2000 a 2004.[5]
- 9 de març, Fort Worth: Ornette Coleman, músic de jazz, saxofonista, trompetista, violinista i compositor nord-americà (m. 2015).[38]
- 19 de març, Rjísxiv, Kíev, llavors URSS: Lina Kostenko, poeta i escriptora ucraïnesa.[39]
- 22 de març, Buenos Aires, Argentina: Nora Morales, psicòloga, militant i defensora dels drets humans argentina, cofundadora de l'associació Madres de Plaza de Mayo i posteriorment del Madres de Plaza de Mayo Línea Fundadora (m. 2024).[40]
- 24 de març, Beech Grove, Indiana, Estats Units: Steve McQueen, actor, productor, pilot d'automòbil i de moto estatunidenc.[41]
- 15 de març:
  - Vítsiebsk, URSS: Jorés Alfiórov, físic rus, Premi Nobel de Física de l'any 2000.
  - Viena, Àustria: Martin Karplus, químic austríac, Premi Nobel de Química de l'any 2013.
- 28 de març, Chicago, EUA: Jerome Isaac Friedman, físic nord-americà, Premi Nobel de Física de l'any 1990.
- 3 d'abril, Ludwigshafen (Alemanya) - Helmut Kohl, polític alemany canceller d'Alemanya (1982-1998) (m. 2017)[5]
- 7 d'abril, 
  - l'Havana, Cuba: Vilma Espín Guillois, química i política cubana, històrica membre de la Revolució (m. 2007).[42]
  - Milà: Gabriela Morreale, química italoespanyola, una de les fundadores de l'endocrinologia moderna a Espanya (m. 2017).[43]
- 15 d'abril, Reykjavík: Vigdís Finnbogadóttir, professora de literatura, directora teatral i política islandesa, ha estat Presidenta d'Islàndia; primera dona elegida democràticament per ser cap d'estat a tot el món.[44]
- 21 d'abril, Roma, Itàlia: Silvana Mangano, actriu de cinema italiana.[45]
- 24 d'abril, Arequipa (Perú): Luis Rey de Castro, periodista
- 3 de maig, Blaton (Bèlgica): Luce Irigaray, filòsofa, lingüista i psicoanalista, referent del feminisme francès.[46]
- 10 de maig, White Plains, Nova York (EUA): George E. Smith, físic nord-americà, Premi Nobel de Física de l'any 2009.[47]
- 15 de maig, (Augusta, Geòrgia (EUA): Jasper Johns, pintor, escultor i artista gràfic estatunidenc que ha integrat a la seva expressió pictòrica una sèrie d'elements de l'Art Pop.[48]
- 16 de maig, Viena, Àustria: Friedrich Gulda, pianista austríac (m. 2000).[49]
- 23 de maig - Belgrad: Aleksandar Matanović, Jugador d'escacs serbi (m. 2023).
- 25 de maig, París: Sonia Rykiel, modista i dissenyadora francesa, (m. 2016).[50]
- 27 de maig, Cambridge, Maryland (EUA): John Barth, novel·lista i contista estatunidenc conegut per la seva obra d'índole postmoderna i metaficcional.[51]
- 8 de juny, Frankfurt del Main (Alemanya): Robert Aumann, economista, Premi Nobel d'Economia de l'any 2005.[52]
- 9 de juny,
  - París: Barbara, cantant, autora, compositora i intèrpret francesa (m. 1997).[53]
  - Benguela, Angola: Alda Lara, poetessa angolesa en llengua portuguesa (m. 1962).[54]
- 19 de juny, Cambria, Wisconsin (EUA): Gena Rowlands, actriu estatunidenca.[55]
- 20 de juny - Falenty (Polònia): Magdalena Abakanowicz, destacada escultora i artista de l'escola polonesa del tapís (m. 2017).[56]
- 28 de juny:
  - Salvador (Brasil): Itamar Franco, polític brasiler. Fou President del Brasil entre el 2 d'octubre de 1992 i 1 de gener de 1995 (m. 2011).[5]
  - Ramelton, Donegal (Irlanda): William C. Campbell, bioquímic i biòleg irlandès, Premi Nobel de Medicina o Fisiologia de 2015.[57]
- 2 de juliol, Anillaco, Argentina: Carlos Saúl Menem, president de l'Argentina (1989-1999).[5]
- 5 de juliol, Hinojosa del Duque, Còrdova: Marcial Gómez Parejo, pintor i dibuixant andalús
- 6 de juliol, Anvers: Françoise Mallet-Joris, escriptora franco-belga (m. 2016).[58]
- 7 de juliol, Eastman ,Geòrgia (EUA): Hank Mobley, compositor i saxofonista (tenor) estatunidenc (m. 1986).[59]
- 10 de juliol, Peckham, Anglaterra: Josephine Veasey, mezzosoprano britànica, associada a papers d'òperes de Wagner i Berlioz.[60]
- 11 de juliol, Nova York (EUA): Harold Bloom, crític literari, Premi Internacional Catalunya 2002.
- 13 de juliol, Qevutsat Kinneret, Israel: Naomi Shemer, poetessa, compositora i cantant israeliana (m. 2004).[61]
- 15 de juliol, El-Bihar, Algèria: Jacques Derrida, filòsof francès nascut a Algèria (m. 2004).[62]
- 17 de juliol, Szolnok: Arpád Račko, escultor eslovac.[63]
- 10 de maig, White Plains, Nova York, EUA: George E. Smith, físic nord-americà, Premi Nobel de Física de l'any 2009.
- 16 de maig, Viena, Àustria: Friedrich Gulda, pianista austríac
- 31 de maig, San Francisco, Califòrnia: Clint Eastwood, actor, director i productor de cinema nord-americà.
- 6 de juny, Chênée, Bèlgica: Clélie Lamberty, pintora belga.
- 8 de juny, Frankfurt del Main, Alemanya: Robert Aumann, economista, Premi Nobel d'Economia de l'any 2005.
- 28 de juny, Ramelton, Donegal, Irlanda: William C. Campbell, bioquímic i biòleg irlandès, Premi Nobel de Medicina o Fisiologia de l'any 2015.
- 2 de juliol, Anillaco, Argentina: Carlos Saúl Menem, president de l'Argentina (1989-1999).
- 15 de juliol, El Biar (Algèria): Jacques Derrida, filòsof francès (m. 2004).[64]
- 21 de juliol, Roma: Anthony Steffen, actor italià que va protagonitzar diversos spaghetti western
- 25 de juliol, Toronto, Canadà: Maureen Forrester, contralt canadenca (m. 2010).[65]
- 1 d'agost, Denguin, Occitània: Pierre Bourdieu, sociòleg francès (m. 2002)
- 5 d'agost, Wapakoneta, Ohio, Estats Units: Neil Alden Armstrong, astronauta, pilot de proves, enginyer aeronàutic, professor d'universitat i aviador naval estatunidenc. Va ser la primera persona a trepitjar la Lluna (m. 2012).[66]
- 6 d'agost, Chicago: Abbey Lincoln, cantant, compositora de jazz i actriu estatunidenca (m. 2010).[67]
- 15 d'agost, Lieja: Madeleine Tyssens, romanista, professora universitària i escriptora belga.[68]
- 24 d'agost, Xangai (Xina): Li Guowen, escriptor xinès. Premi Mao Dun de Literatura de l'any 1982.
- 25 d'agost, Edimburg: Sean Connery, actor i productor de cinema escocès.
- 30 d'agost, Omaha, Nebraska, Estats Units: Warren Buffett, empresari multimilionari estatunidenc.[69]
- 3 de setembre, París (França): Jean-Luc Godard, crític i director de cinema franco-suís
- 6 de setembre, Saint-Joseph-de-Sorel, Quebec, Canadà:Normand L'Amour, cantautor canadenc.
- 12 de setembre, Mukawa, Hokkaidō, Japó: Akira Suzuki, químic japonès, Premi Nobel de Química de l'any 2010.
- 17 de setembre, Hereford, Texas, Estats Units: Edgar Mitchell, astronauta estatunidenc (m. 2016).[70]
- 23 de setembre, (Albany, Geòrgia, (EUA): Ray Charles, cantant, músic i compositor estatunidenc.(m. 2004).[71]
- 1 d'octubre, Limerick, Irlanda: Richard Harris, actor irlandès (m. 2002).[72]
- 5 d'octubre
  - Quorn, Austràlia del Sud, Austràlia: Anne Haddy, actriu Australiana (m. 1999).
  - Breslau, Alemanya: Reinhard Selten, economista alemany, Premi Nobel d'Economia de l'any 1994.
- 10 d'octubre:
  - Hackney, Londres, Regne Unit: Harold Pinter, dramaturg anglès, Premi Nobel de Literatura de l'any 2005
  - Menin, Bèlgica: Yves Chauvin, químic francès, Premi Nobel de Química de l'any 2005
- 14 d'octubre, Congo Belga: Mobutu Sese Seko, president de Zaire.[73]
- 29 d'octubre, Neuilly-sur-Seine: Niki de Saint Phalle, escultora, pintora i cineasta francesa (m. 2002).[74]
- 31 d'octubre, Roma (Itàlia): Michael Collins (astronauta) en els programes espacials Gemini i Apollo (m. 2021).[75]
- 9 de novembre;
  - Almodóvar del Río: Paco Morán, actor.
  - Portugalete, Euskadi: Ignacio Ellacuría, filòsof, escriptor i teòleg basc
- 17 de novembre, Fort Thompson, Dakota del Sud: Elizabeth Cook-Lynn, editora, poeta, novel·lista i acadèmica lakota Crow Creek.[76]
- 18 de novembre, Luleà, Suècia: Sonja Edström, esquiadora de fons sueca (m. 2020).[77]
- 23 de novembre, Funchal, Madeira: Herberto Helder, poeta portuguès (m. 2015).[78]
- 29 de novembre, Catània, Regne d'Itàlia: Candido Cannavò, periodista i escriptor italià, fou director de La Gazzetta dello Sport
- 3 de desembre:
  - Pottsville, Pennsilvània, EUA: Gary Becker, economista estatunidenc, Premi Nobel d'Economia de 1992
  - París (França): Jean-Luc Godard, ex-crític i director de cinema franco-suís.[79]
- 11 de desembre:
  - Madrid: Chus Lampreave, actriu espanyola (m. 2016).[80]
  - Puegoulen, Valclusa: Jean-Louis Trintignant, actor i director de cinema francès.[81]
- 12 de desembre, Linares (Jaén): Miguel Pérez Capella, magistrat.
- 14 de desembre, Toronto, Canadà: Suzanne Morrow, patinadora artística sobre gel canadenca (m. 2006).[82]
- 30 de desembre, Ningbo, Zhejiang, Xina: Tu Youyou, científica xinesa, Premi Nobel de Medicina o Fisiologia de l'any 2015.[83]
- Anna Maria Niemeyer, arquitecta, dissenyadora i galerista brasilera

## Necrològiques
Països Catalans
- 4 d'abril - València: Josep Rodrigo Pertegàs, metge i historiador valencià (86 anys).
- 27 de maig - Madrid: Gabriel Miró i Ferrer, escriptor valencià (50 anys).[84]
- 29 de maig - Barcelonaː Joaquima Santamaria i Ventura –Agna de Valldaura–, escriptora, folklorista i traductora catalana (n. 1853).[85]
- 26 de juliol - Barcelona: Narcís Oller i Moragas, escriptor en català (n. 1846).[86]
- 27 de juliol - Madrid: Gabriel Miró i Ferrer, escriptor valencià (50 anys).
- 30 de juliol - Barcelona: Joan Gamper, fundador del Futbol Club Barcelona (52 anys).
- 5 de novembre - Sabadell: Ferran Llàcer i Carrera, precursor de l'aviació esportiva català.
- 29 de setembre - Barcelona: Gaspar Miró i Lleó, pintor (71 anys).
- Figueres: Josep Blanquet Taberner, pintor.

Resta del món
- 2 de febrer - Estocolm: Hildegard Thorell, pintora sueca (n. 1850).[87]
- 23 de febrer, Monrovia, Califòrnia: Mabel Normand, actriu estatunidenca de cinema mut, guionista, directora, productora .[88]
- 5 de març - Nova York: Christine Ladd-Franklin, matemàtica i lògica, pionera de la teoria de la visió del color (n. 1847).[89]
- 8 de març - Washington DC (EUA): William Howard Taft, advocat, 27è president dels Estats Units. (n. 1857).[5]
- 16 de març - París, França: Miguel Primo de Rivera Orbaneja, president del govern espanyol (1923-1930), poques setmanes després d'exiliar-se i d'acabada la dictadura de Primo de Rivera.
- 19 de març - Woking, Surrey, Anglaterra: Arthur Balfour, polític escocès, Primer Ministre del Regne Unit (1902-1905) (n. 1848).[5]
- 1 d'abril - Bayreuth: Còsima Wagner, segona dona de Richard Wagner, mantenidora del Festival de Bayreuth (n. 1837).[90]
- 2 d'abril - Addis Abeba, Etiòpia: Zewditu, primera emperadriu regnant de l'Imperi Etiop (n. 1876).[91]
- 14 d'abril - Moscou: Vladímir Maiakovski, poeta rus (n. 1893).[92]
- 16 d'abril - Moquegua (Perú): José Carlos Mariátegui, polític socialista peruà.
- 29 d'abril: Atenes (Grècia): Maria Poliduri, poetessa romàntica.[93]
- 13 de maig - 
  - Polhǿgda, Noruega: Fridtjof Nansen, explorador noruec, Premi Nobel de la Pau 1922 (n.1861).[94]
  - Berlín: Helene Lange, política, pedagoga i feminista alemanya (n. 1848).[95]
- 7 de juliol - Crowborough, Anglaterra: Arthur Conan Doyle, escriptor escocès, creador del famós detectiu Sherlock Holmes.[96]
- 28 de juliol - Estocolm: Allvar Gullstrand, professor universitari suec, Premi Nobel de Medicina o Fisiologia (n. 1862).[97]
- 1 d'agost - Paris: Manuel María de Peralta y Alfaro, polític costa-riqueny (n. 1847).
- 12 d'agost - Barcelona: Inocencia Alcubierre, actriu espanyola (n. 1900).[98]
- 13 d'agost - Cambridge, Massachusetts: Pauline Hopkins, novel·lista, periodista, dramaturga, historiadora afroamericana (n. 1859).[99]
- 19 d'agost - Leningrad: Vassili Vladímirovitx Bartold, historiador rus.
- 5 de novembre - Utrecht (Països Baixos): Christiaan Eijkman, metge i patòleg neerlandès, Premi Nobel de Medicina o Fisiologia de 1929 (n. 1858).
- 15 de novembre - Lisboa: Ernesto Júlio de Carvalho e Vasconcelos, militar de l'armada portuguesa, enginyer, explorador i geògraf portuguès.
- 20 de novembre - La Haia, Països Baixos: Aletta Ruijsch, pintora i dibuixant holandesa (n. 1860).[100]
- 13 de desembre - Graz (Àustria): Fritz Pregl, físic austríac, Premi Nobel de Física de 1923 (n. 1869).
- 23 de desembre - Interlaken, Suïssa: Marie Fullinger, soprano austríaca.
- William Gurney Rothery, musicòleg anglès.